# روكا دي ميتسو
روكا دي ميتسو (بالإيطالية: Rocca di Mezzo)‏ هي بلدية في مقاطعة لاكويلا في إقليم أبروتسو الإيطالي.

## السكان
في سنة 1861 بلغ عدد السكان 2٬849 نسمة، وتطور العدد ليصل في سنة 2011 لـ 1٬468 نسمة.
يظهر هذا المخطط البياني تطور النمو السكاني لـ روكا دي ميتسو